# Cierva C.30
El Cierva C.30, era el segon model comercialitzat de l'autogir inventat i perfeccionat per l'enginyer espanyol Juan de la Cierva y Codorniu, fabricat al Regne Unit, entre altres països, i que el govern de la República en tenia 4 exemplars. També va tenir un paper destacat en la RAF, en ajudar a calibrar el nou aparell del Radar.

## Història
Com millora de l'anterior model C.19 MkIV, l'enginyer de la Cierva va dissenyar en el C.30 en 1932, amb la particularitat que era el primer autogir, que no tenia ales. Es va construir i provar al Regne Unit, on va marxar l'any 1925 per manca de suport econòmic de qualitat, i en 1926 va constituir la companyia la Cierva Autogiro Company Ltd que va ser la dipositaria de totes les llicències de fabricació, aquesta es va fer en diversos països com Avro en Regne Unit, Lioré-et-Olivier França, Focke-Wulf Flugzeugbau AG Alemanya, Pitcairn-Cierva Autogiro Company Estats Units, i sense llicències a la Unió Soviètica.
De manera bàsica es tractava d'un aparell amb fuselatge d'avió de construcció mixta, estructura de ferro recoberta de tela, amb un característic castell de quatre columnes que suportaven el rotor, contenint dos "cockpits" descoberts, als que baixaven els braços de govern del rotor. El tren d'aterratge estava format per dues estructures laterals que suportaven les rodes de disc principals, i rodeta de cua. L'empeanatge de cua era un timó de direcció com un bordó per la banda superior i part de la inferior, flanquejat per dos timons de profunditat amb riostes. De tot axó tirava un motor Armstrong Siddeley Genet Major MI de 7 cilindres en estrella que donava 140 CV, en la versió anglesa, que movia una hèlix metàl·lica de dues pales de pas fixe.

### Fets històrics
Durant el 1934 un C.30' pertanyent a la Aviación Naval, i pilotat pel mateix Juan de la Cierva, va aterrar damunt del portahidroavions (mena de portaavions) Dedalo (no confondre amb el portaavions posterior), en el port de València, per a després d'una curta cursa, tornar-se a envolar.
24 de juny de 1936 Primer envol de l'antic Rei d'Espanya Alfons XIII en un autogir, pilotat per Juan de la Cierva al Regne Unit.
- 1936 es fa servir per primera vegada l'autogir matriculat G-AUGUT per retransmetre la final de copa de la Football Asociaton.[2]

Després de diversos anys de treball a la Maestranza Aérea d'Albacete, el 15 de gener de 1998 es va tornar a volar un autogiro Cierva C.30. Va ser pilotat pel tinent coronel Fernando Iglesia Manix. Després d'un accident el juny del 2000, que gairebé va deixar el pilot sense braç, va ser lliurat al Museu d'Aeronàutica i Astronàutica, situat a la base aèria de Cuatro Vientos (Madrid).

## Dades tècniques (Avro 671)
- Llargada : 5,79 metres
- Amplada : 11,28 metres
- Alçaria : 4,03 metres
- Pes en vuit : 555 kilograms, Pes a l'envol : 794 kilograms
- Velocitat màxima : 180 km/h, Velocitat de creuer : 175 km/h
- Sostre : 3.400 metres, Autonomia : 460 kilòmetres.
- Tripulació : 2 persones, pilot i observador.[4]

## Teatre d'operacions

### Espanya
Com a pagament dels favors rebuts durant els seus inicis a Espanya en 1934 i procedents de la fàbrica Avro es van rebre dos aparells per l'Aeronàutica Naval i dos més per la Aviación Militar (en la majoria de fonts, només es parla de dos aparells), que van ser pilotats després d'obtindre el permís de pilot al Regne Unit.
El primer paper pròpiament militar, o d'actuació com helicòpters la van tindre aquí a Espanya en la revolta dels miners d'Astúries en l'any 1934, en realitzar observacions sobre els moviments de masses.
Al començament de la guerra civil, estaven enquadrats en:
- Aviació Militar.- Escola d'Observadors Cuatro Vientos.
- Aeronàutica Naval.- Escola de Combat i Ensinistrament San Javier.

Pel que sembla, tots els aparells van sucumbir en el transcurs de les hostilitats.

### Regne Unit
La companyia Avro va obtenir la llicència de Cierva Autogiro Company Ltd i va fabricar un total de 78 aparells, dels quals va vendre a la RAF 12 exemplars, que es van començar a servir en agost de 1934 fins a 1935, que van servir per escoles de vol en Army School of Co-operation i Old Sarum.
En 1940 van ser requisats tots els aparells civils i es va formar l'esquadró Núm. 1448 a Duxfort que després van equipar el 529 esquadró de la RAF que es va encarregar de calibrar el nou aparell de detecció conegut com a Radar. Acabada la guerra en octubre de 1945, tots els aparells van ser venuts de nou. És de destacar les peripècies d'un aparell amb matrícula G-AHTZ que va ser venut a Air Service Training Ltd i que va operar amb el sobrenom de "Billy Boy" i que va ser donat de baixa el 1960.

### Altres Teatres d'Operacions
- Argentina a les Forces Aèries Argentines i van operar amb ells.

- Alemanya la fàbrica Focke-Wulf va fabricar 40 aparells del C.30 Heuschrecke (Llagosta) amb motor Siemens Sh 14A de 7 cilindres en estrella i 140 CV

- Àustria en les Reials forces Aèries Austríaques, van operar aparells d'aquest model.

- Bèlgica a les Forces Aèries Belgues, es va operar amb ells.

- Estats Units La companyia Pitcairn-Cierva Autogiro Company va fabricar molts aparells del model anterior Cierva C.19, i encara que va davallar la producció del C.30, i hi ha exemplars en museus. Més tard es van adquirir llicències per poder fabricar l'helicòpter Sikorsky.

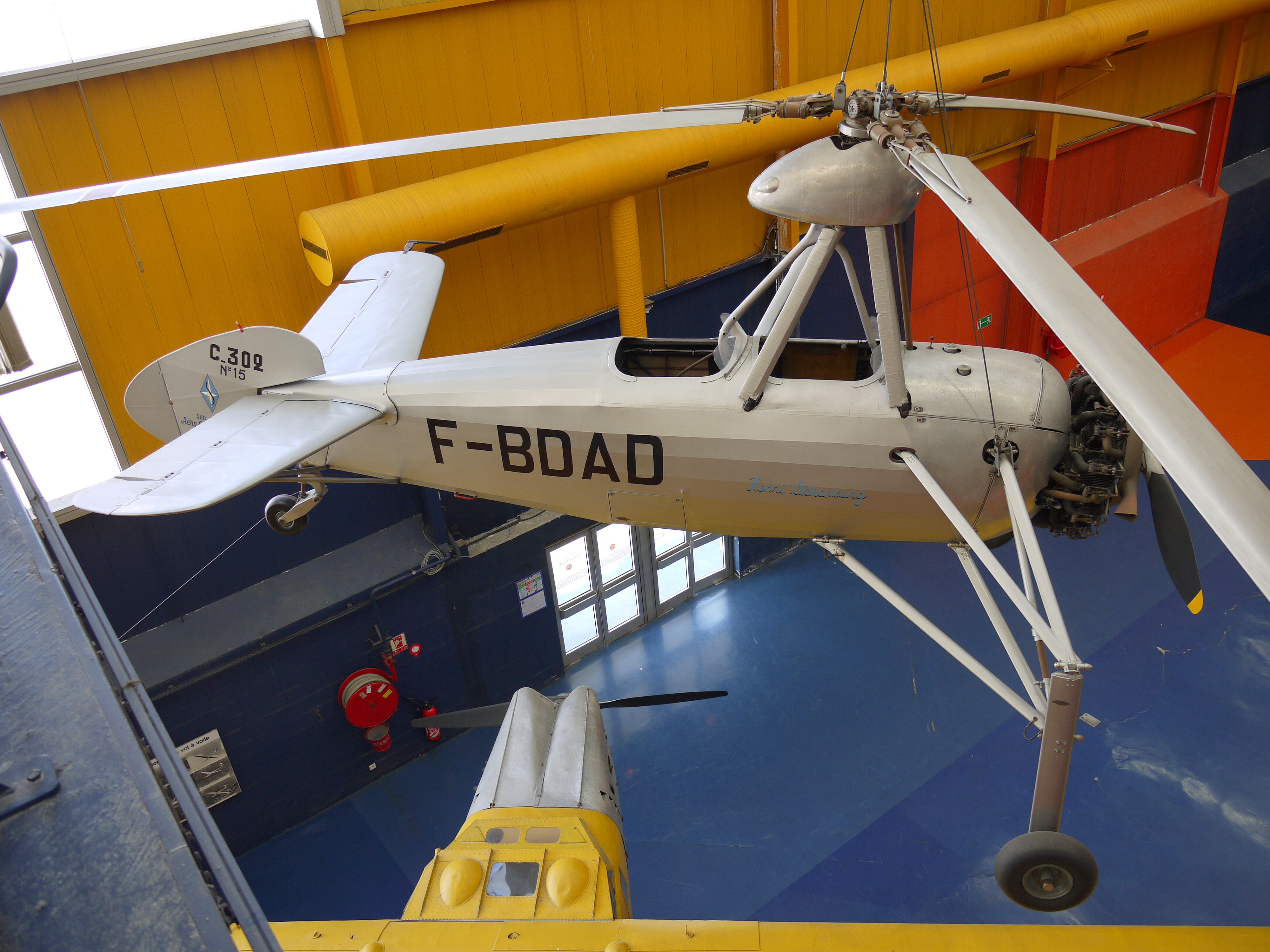
El LeO C.302 en el Musée de l'Air et de l'Espace a Le Bourget

- França la companyia Lioré-et-Olivier va fabricar sota llicència, diversos models.

- Itàlia en la Regia Aeronautica, També es van fer servir aparells.

- Iugoslàvia en les Forces Aèries Iugoslaves i van operar aparells d'aquest tipus.

- Japó segons algunes informacions, va estar interessat per la llicència de construcció la casa Mitsubishi, i en va fer servir en la lluita antisubmarina.

- Unió Soviètica En va fabricar de diversos models, sense tindre en compte les llicencies.

## Models
- C.30P

Primers prototips, equipats amb motorsArmstrong Siddeley Genet Major I, de 5 cilindres en estrella de 105 CV, fabricats per Avro.
- C.30A

Model de sèrie del que es van concedir llicències de fabricació. Equipat amb motor  Armstrong Siddeley Genet Major MI de 7 cilindres en estrella de 140 CV, fabricats per Avro.
- Avro 671

Versió de sèrie de la casa Avro, del C30A.
- LeO C.30

Primera denominació de l'aparell fabricat per Lioré-et-Olivier amb motor Salmson 9Ne de 7 cilindres en estrella de 175 CV. Un aparell.
- LeO C.30S

Sèrie de 59 exemplars, fabricats per Lioré-et-Olivier amb motor Salmson 9Ne de 7 cilindres en estrella de 175 CV.
- LeO C.301

Prototip de la mateixa casa i mateixa motorització.
- LeO C.302

Segona sèrie de 7 aparells, mateixa casa, mateixa motorització.
- C.30 "Heuschrecke" (Llagosta)

Denominació del C30A donada per Focke-Wulf Flugzeugbau AG, motoritzat amb motor Siemens Sh 14b de 150 CV.

## Aparells conservats
Hi ha un bon grapat d'aparells conservats en exposició, i distribuïts per tota la geografia d'Europa, i inclòs Amèrica, es farà esmen d'alguns d'aquests aparells. Reconstrucció funcional fins al 2000 duta a terme per la Maestranza Aérea de Albacete en l'any 1998, i volada per Fernando Iglesia Lachica, exposada al Museo del Aire Hangar 4, en Cuatro Vientos (Madrid)

### Regne Unit

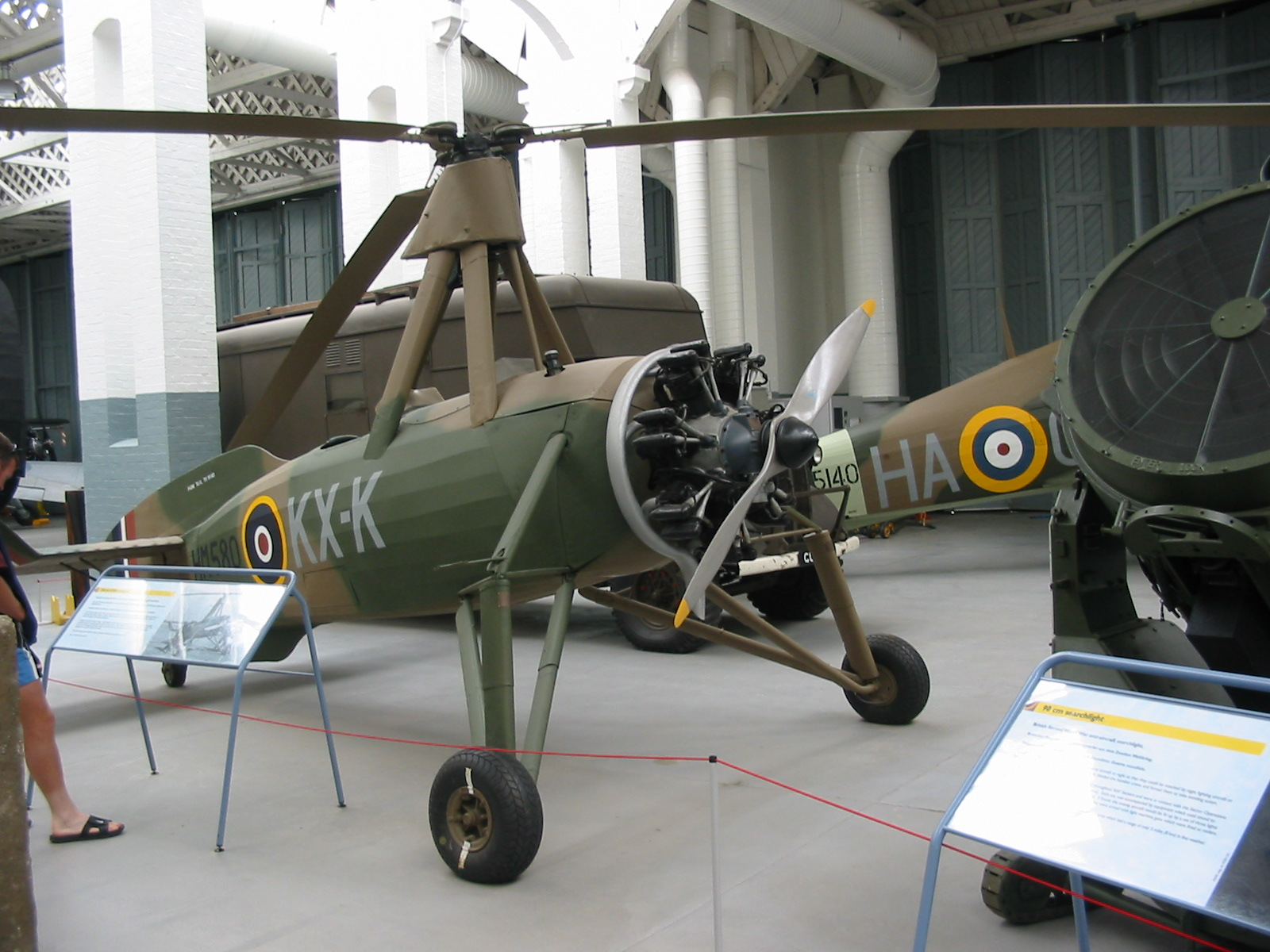
Avro 671 en el The Imperial War Museum a Duxford

- Avro 671 - KX-K (cn 726) The Imperial War Museum Duxford.
- Avro 671 – HM580 (cn 726) The Imperial War Museum Duxford
- Avro 671 – KH-K (cn R3/CA/43) Old Warden Biggleswade

### Altres països
- LeO C.302 – F-BDAD Museé de l'Air el de l'Espace París (França)
- Cierva C.30 – I-CIER Museo Nazionale della Scienza e della Tecnica "Leonardo da Vinci" Milà (Itàlia)
- Cierva C.30A – LN-BAD Aviodrome (Nationaal Luchtvaart-Themapark Aviodrome) Lelystad (Països Baixos)
- Cierva C.30A – KX-H Worlds Greatest Aircraft Collection Polk City (Florida, Estats Units)[5]

- Cierva C.30A – LV-FBL Argentina

- Cierva C.30A – VH-USR Powerhouse Museum Sydney (Austràlia)